# Eriococcus minimus
Eriococcus minimus är en insektsart som först beskrevs av Tang in Tang och Li 1988.  Eriococcus minimus ingår i släktet Eriococcus och familjen filtsköldlöss. Inga underarter finns listade i Catalogue of Life.